# S7 Airlines
Pour les articles homonymes, voir S7 et Siberia.
S7 Airlines (nom officiel « Compagnie aérienne Sibir », en russe : ПАО «Авиакомпания „Сибирь“») (code IATA : S7 • code OACI : SBI) est la troisième compagnie aérienne de Russie (derrière Aeroflot et Rossiya). Elle a été fondée en mai 1992 à Ob, une ville située à proximité de Novossibirsk. Elle est la descendante de Tolmachevo United Avia Squadron (Толмачевский объединенный авиаотряд). Membre de l'alliance Oneworld depuis 2010, elle dessert plus de 80 destinations dans 20 pays. En avril 2022, la compagnie est exclue de l'alliance en conséquence de l'invasion de l'Ukraine par la Russie.
La compagnie figure depuis 2022 sur la liste des compagnies aériennes interdites d'exploitation dans l'Union européenne.

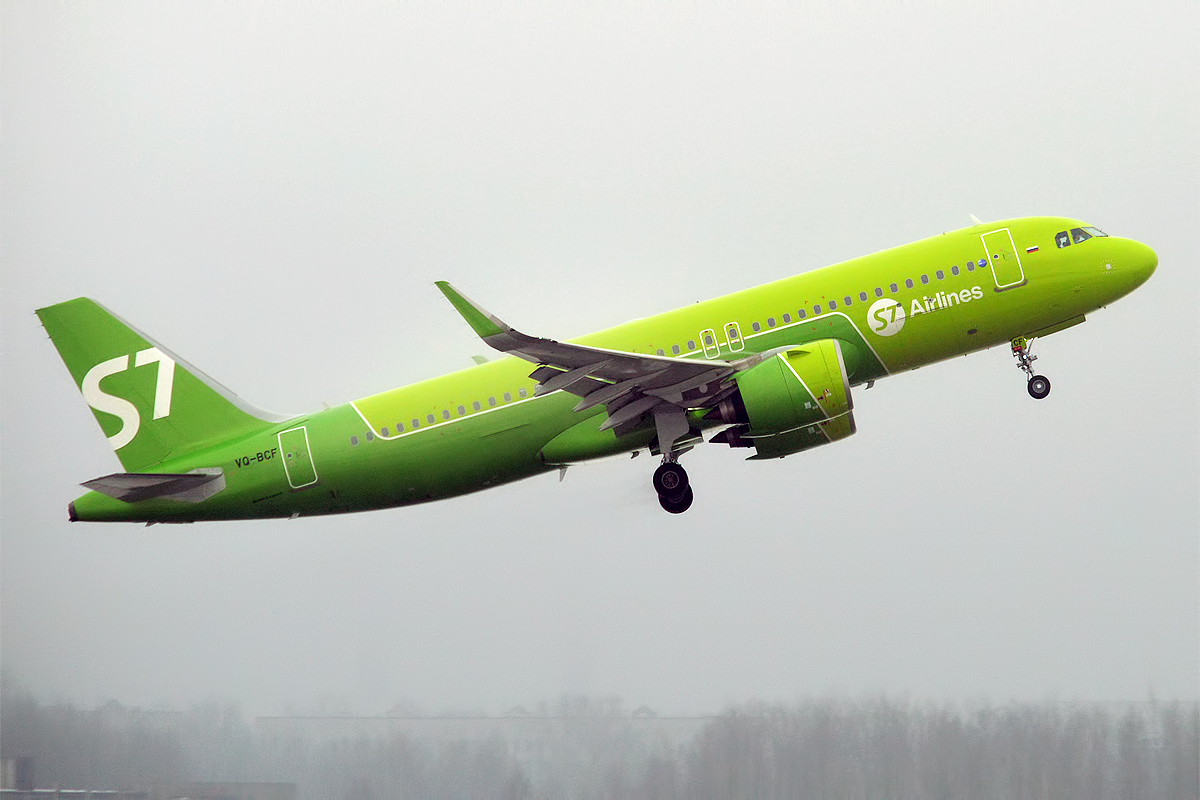
Airbus A320neo au décollage

## Historique
La Sibir a été créée sur les fondements de Tolmachevo United Avia Squadron, société fondée le 12 juillet 1957 quand elle accomplit le premier vol reliant Moscou à Novossibirsk. Son premier vol international a lieu en 1991 à destination de Harbin en Chine. En 1994, la compagnie rejoint l’IATA et ouvre sa première ligne internationale de Novossibirsk à Francfort. Durant la première moitié des années 1990, Siberia Airlines est une compagnie régionale de taille moyenne. Elle se concentre sur les vols intérieurs depuis Novossibirsk. À la fin des années 1990, elle mène une politique d’expansion dans le marché russe. Elle s’accroît par une série de fusions avec des compagnies aériennes plus petites qu’elle. En 1999, elle ouvre une succursale à l’aéroport international de Vnoukovo, à Moscou. Des vols atterrissent à l’aéroport international Cheremetievo depuis 2000. La société crée également une plate-forme de correspondance à Irkoutsk. Au début des années 2000, elle s’empare de Vnoukovo Airlines, l’un des principaux acteurs du marché moscovite. Ainsi, en 2001, Sibir devient le second plus grand transporteur de Russie. À partir de 2002, les vols décollent de l’aéroport international de Domodedovo. Un partenariat est également lancé avec Armavia. En 2005, la société est renommée S7, puis S7 Airlines le 5 mai 2006. Le 26 mai 2009, elle annonce qu'elle rejoindra l'alliance Oneworld en 2010 et la rejoint le 15 novembre 2010. Le 29 mars 2013, le gouvernement russe annonce qu'il vendra les 25,5 % du capital de la compagnie qu'il détient.
En 2016, la compagnie lance Charlie Airlines basée à Chypre sous le nom de marque Cyprus Airways, qu'elle obtient après la faillite de celle-ci.
Le 5 mars 2022, à la suite des conséquences de la guerre en Ukraine, la société cesse ses vols internationaux

## Infos
- Le premier avion venu d'Occident un Airbus A310 est acquis en 2004. Durant les années 1990 la compagnie utilise également des Antonov An-24 des Antonov An-26 et des Tupolev Tu-134.
- À l'été 2004 durant le show aérien de Farnborough la compagnie signe un mémorandum d'intention d'achat de 50 Sukhoi mais renonce à la suite du changement des spécifications du type d'appareil commandé.
- En 2005 la société utilise des Boeing 737-500.
- En 2006, elle cesse d'utiliser ses deux Tupolev Tu-204-100 provenant de Vnukovo Airlines. Elle a commandé 10 Airbus A319 de la compagnie Northwest Airlines. Ces appareils entrent en service pour Siberia Airlines au cours de l'été 2006.

## Identité visuelle

Logos
Ancien logo (2005-2015)
Logo actuel depuis 2015

Livrée
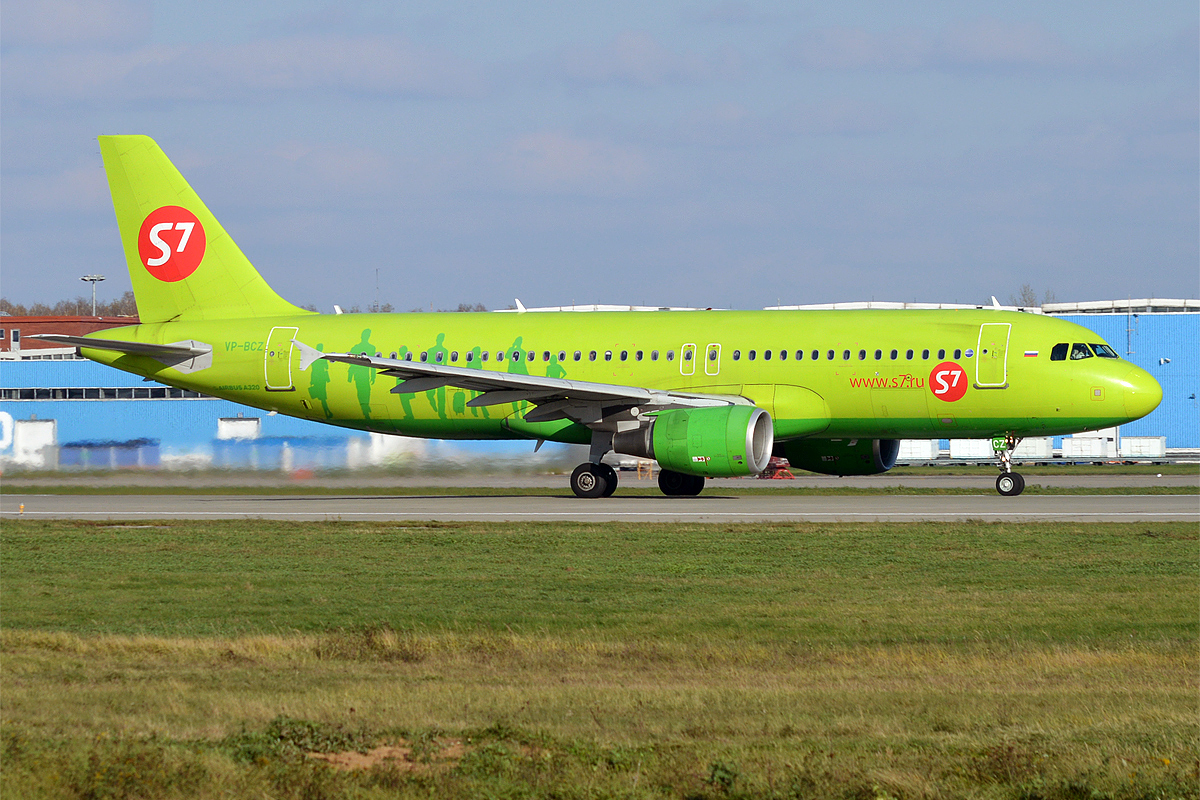
Ancienne livrée
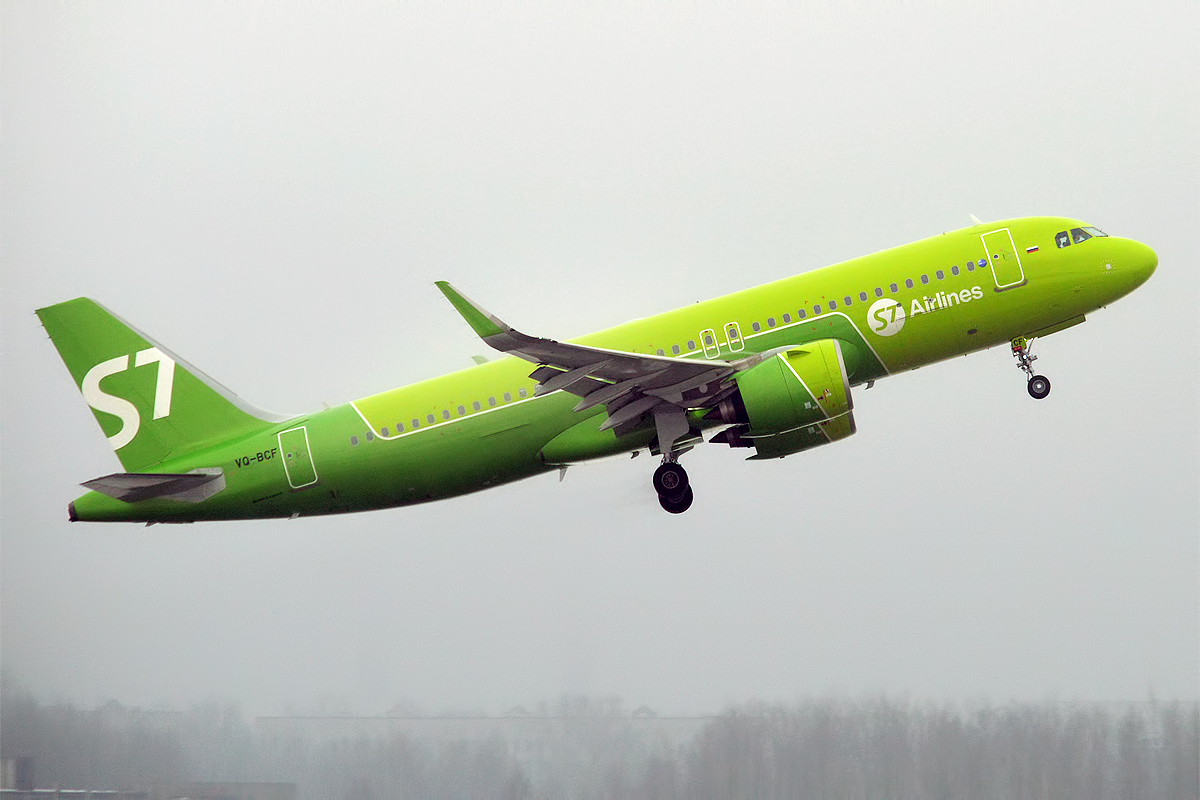
Livrée actuelle

## Flotte

### Flotte actuelle

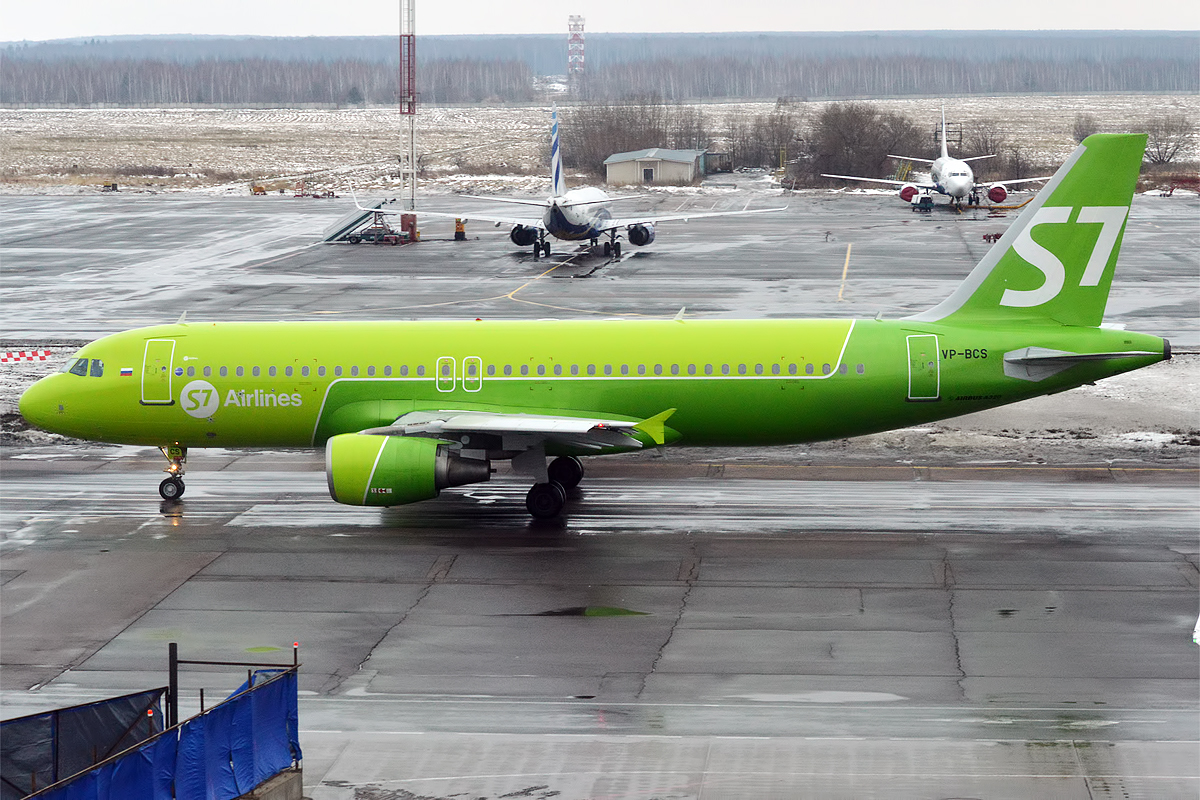
Airbus A320 de S7 Airlines

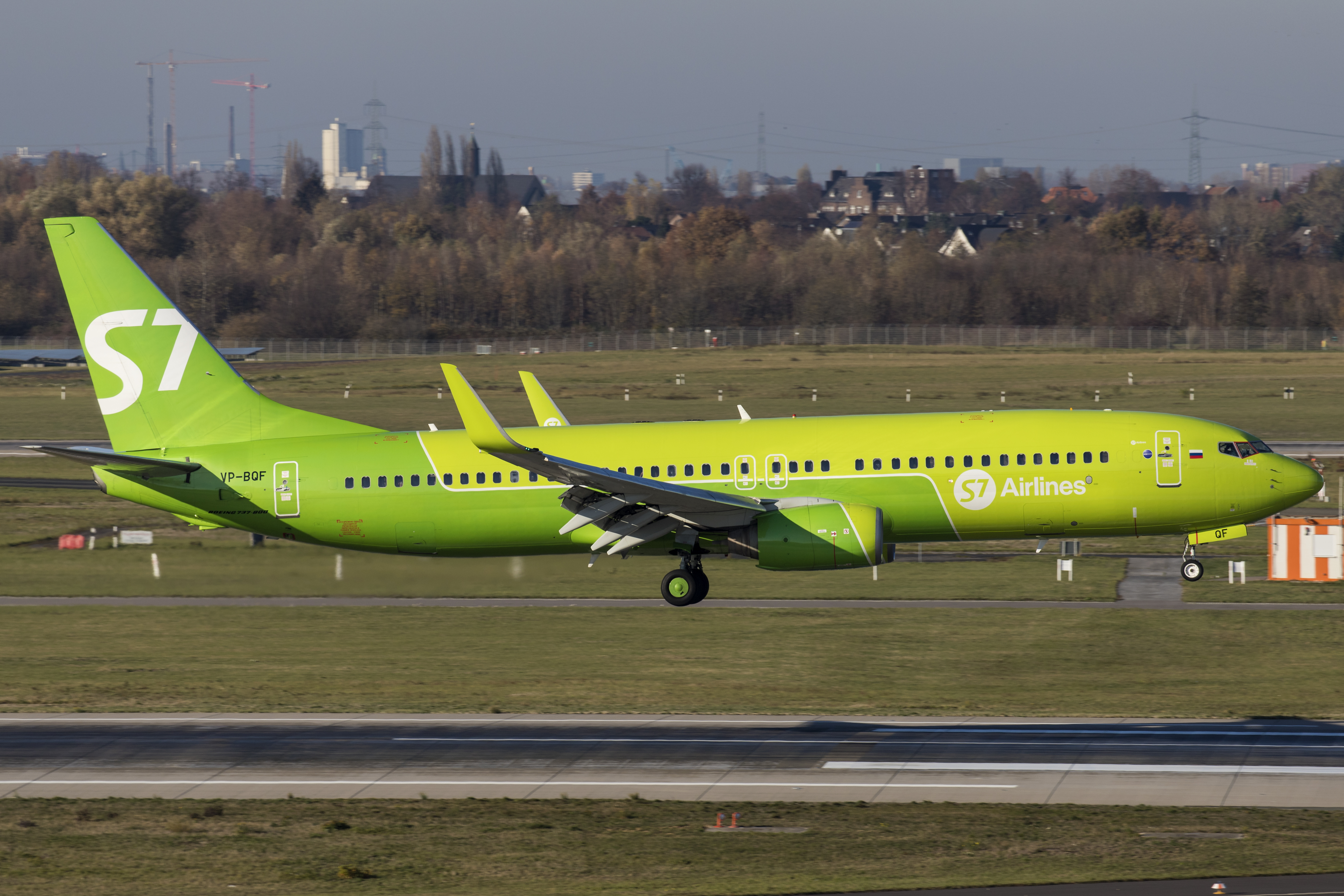
Boeing 737-800 en 2018

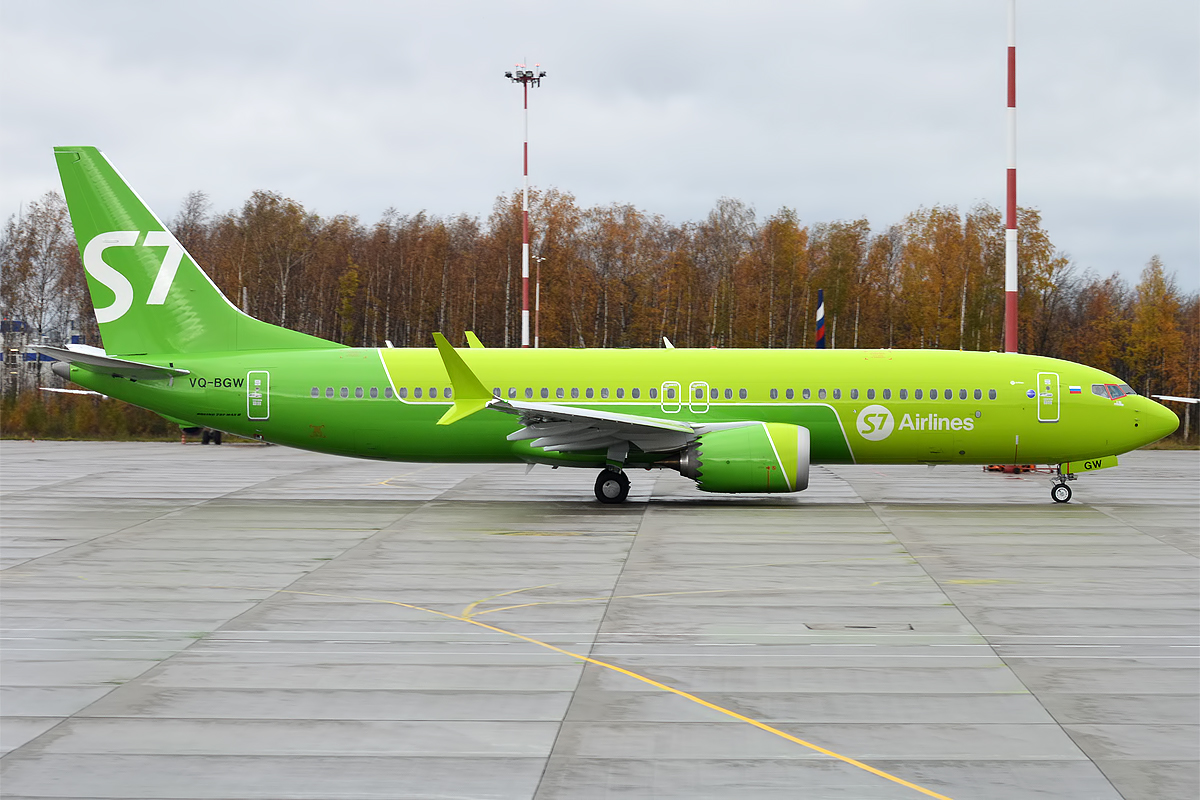
Boeing 737 MAX 8 (VQ-BGW) de S7 Airlines

En octobre 2020, les appareils suivants sont en service au sein de la flotte de S7 Airlines :

### Ancienne flotte de S7 Airlines
| Appareil           | Année d'introduction | Année de sortie | Remplacé par               | Notes                                  |
| ------------------ | -------------------- | --------------- | -------------------------- | -------------------------------------- |
| Airbus A310-200    | 2004                 | 2010            | Airbus A320 Boeing 737-800 |                                        |
| Airbus A310-300    | 2004                 | 2014            | Airbus A320 Boeing 737-800 | Dont un détruit (vol 778)              |
| Antonov An-24      | 1992                 | 2000            | Boeing 737 Classic         |                                        |
| Boeing 737-400     | 2006                 | 2008            | Boeing 737-800             | Transféré à sa filiale Globus Airlines |
| Boeing 737-500     | 2005                 | 2009            | Boeing 737-800             |                                        |
| Boeing 767-300ER   | 2008                 | 2017            | Airbus A321neo             |                                        |
| Ilyushin Il-86     | 1992                 | 2008            | Boeing 767-300ER           |                                        |
| Tupolev Tu-154B-2  | 1992                 | 2004            | Boeing 737-500             | Dont un détruit (vol 1047)             |
| Tupolev Tu-154M    | 1992                 | 2009            | Airbus A320 Boeing 737-800 | Dont un détruit (vol 1812)             |
| Tupolev Tu-204-100 | 1992                 | 2006            | Airbus A310 Airbus A319    |                                        |

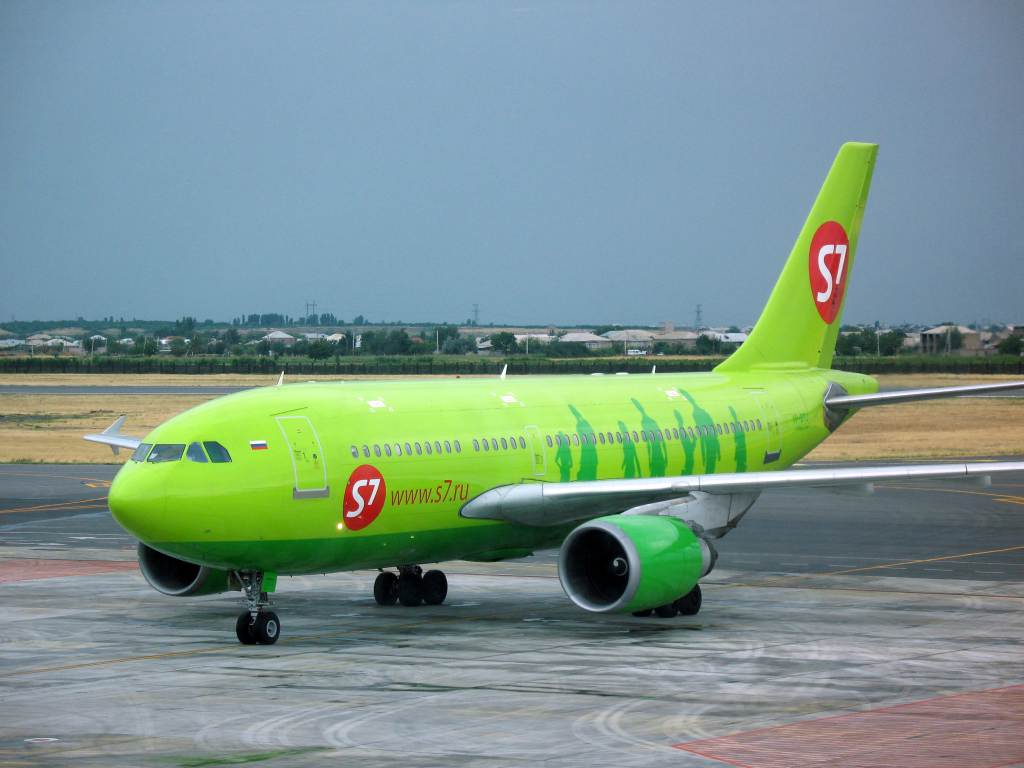
Airbus A310-300
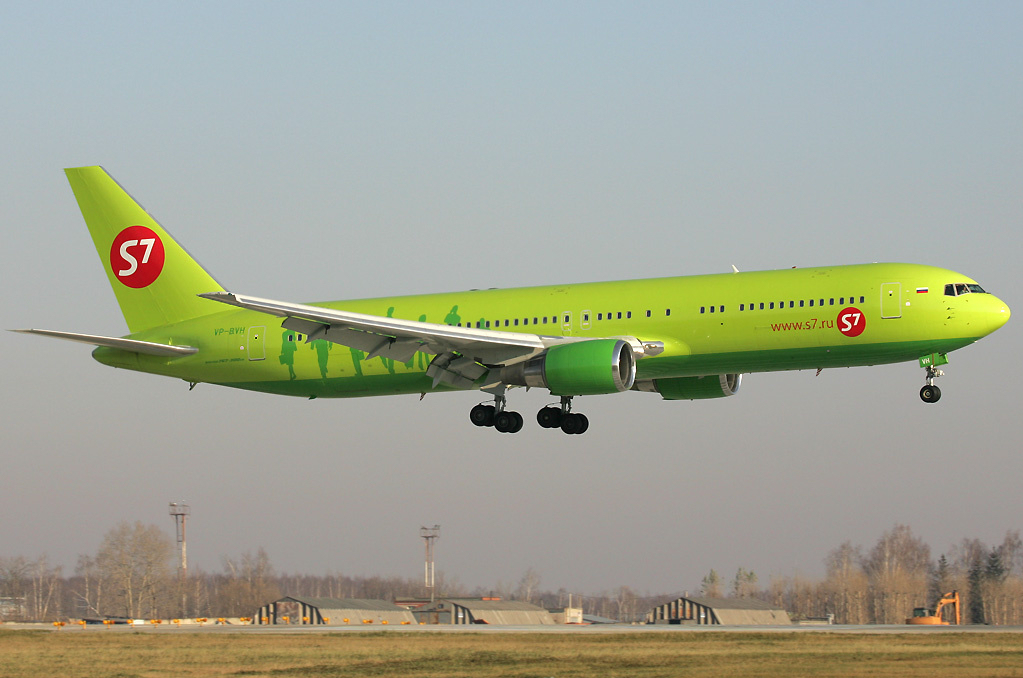
Boeing 767-300ER
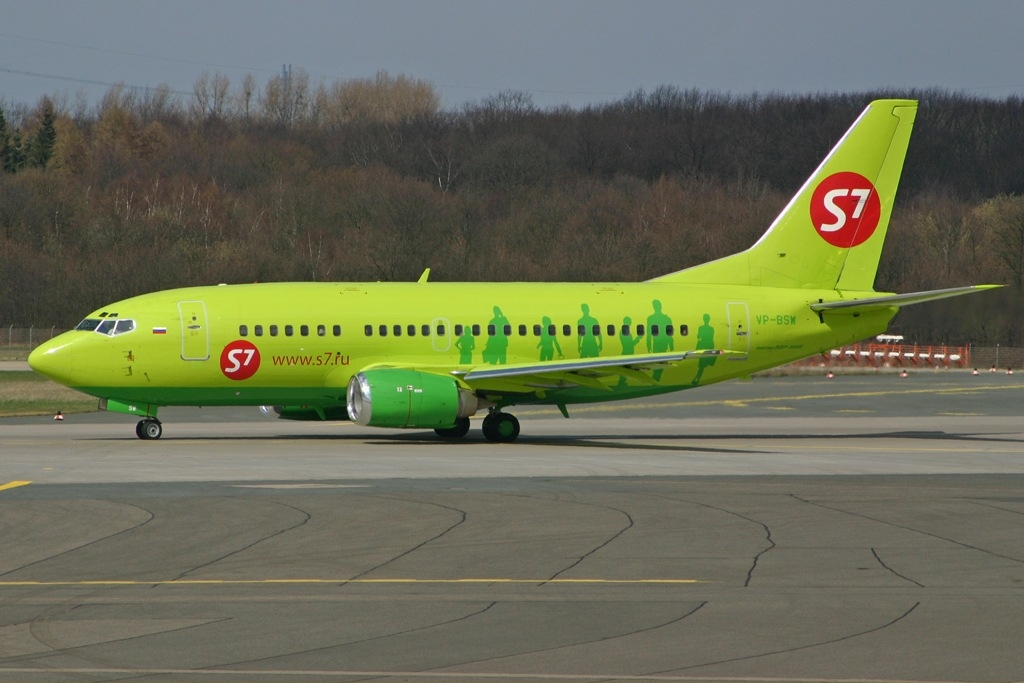
Boeing 737-522 (VP-BSW), à Dusseldorf
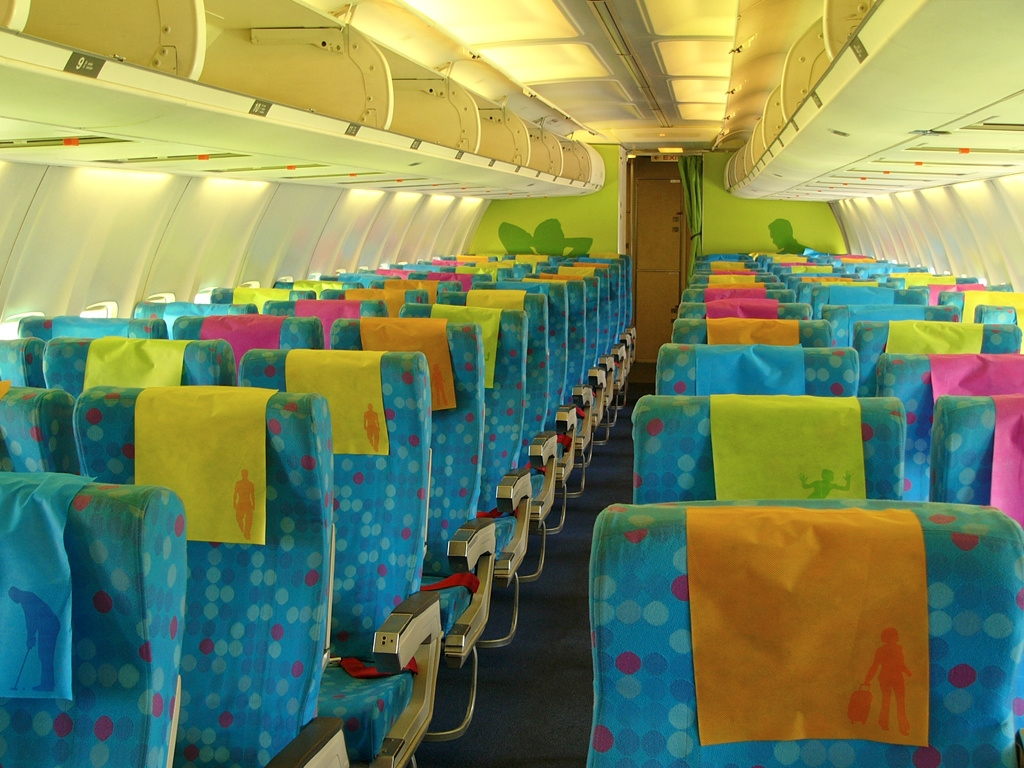
Cabine d'un ancien Boeing 737-500
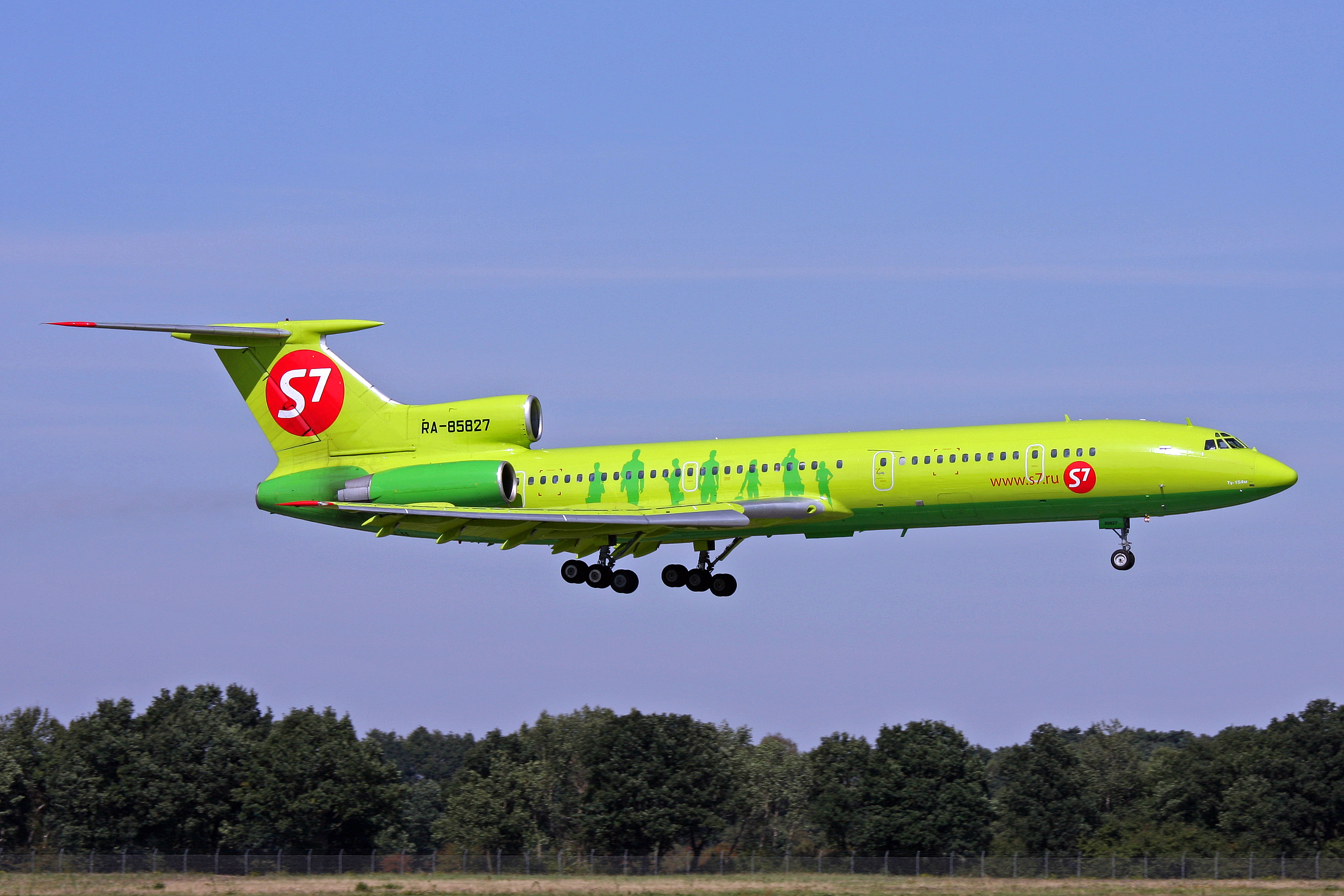
Tupolev Tu-154
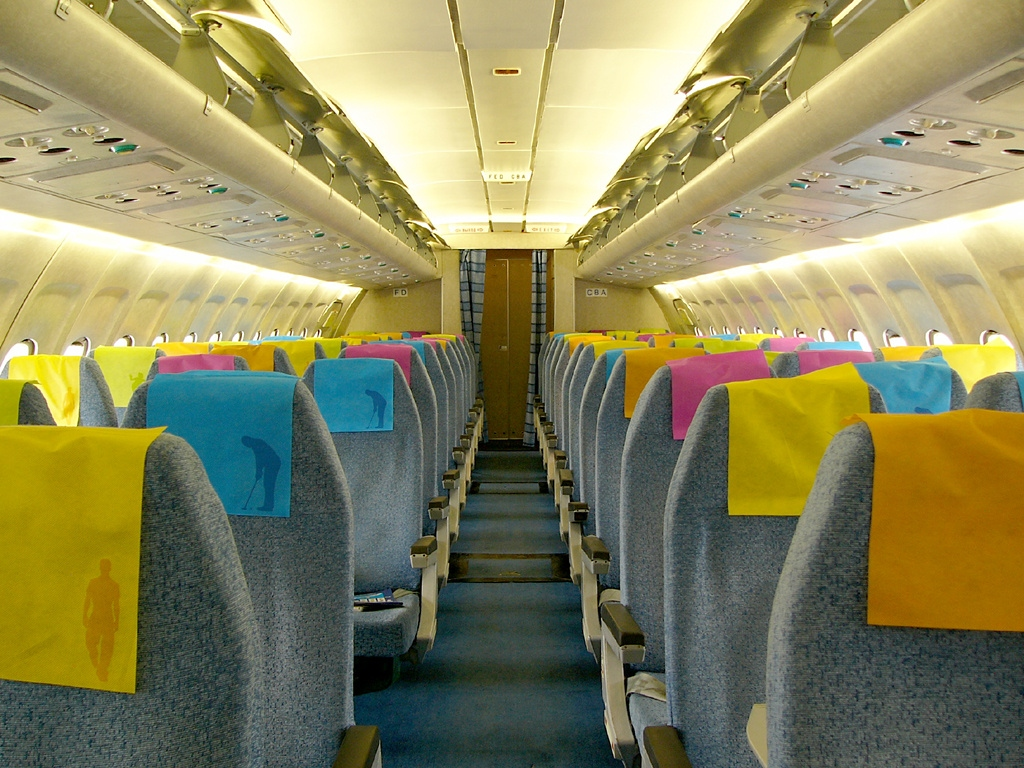
Cabine d'un Tupolev Tu-154M

## Accidents aériens
- Le 9 juillet 2006 au matin, un Airbus A310 de cette compagnie assurant une liaison Moscou-Irkoutsk a pris feu à l'atterrissage. L'appareil transportait 200 personnes environ dont huit membres d'équipage (42 auraient survécu). Une enquête est ouverte pour déterminer les causes de cet accident dans lequel l'appareil aurait heurté un mur en béton et pris feu.
- 24 août 2004 : un Tupolev Tu-154B2 reliant Moscou à Sotchi explose en vol près de Rostov-sur-le-Don à la suite de l’explosion d’une bombe. 46 morts (voir : Double attentat aérien de 2004 en Russie).
- 12 janvier 2002 : Un Tupolev Tu-204 transportant 145 passagers glisse sur une piste enneigée de l’aéroport d'Omsk après que les moteurs sont tombés en panne au cours de l’approche finale. Aucun blessé.
- 4 octobre 2001 : Un Tupolev Tu-154 M percute la mer Noire au large de Sotchi après avoir été frappé accidentellement par un missile sol-air S-200 ukrainien. 78 morts. Voir Vol 1812 Siberia Airlines

## Galerie

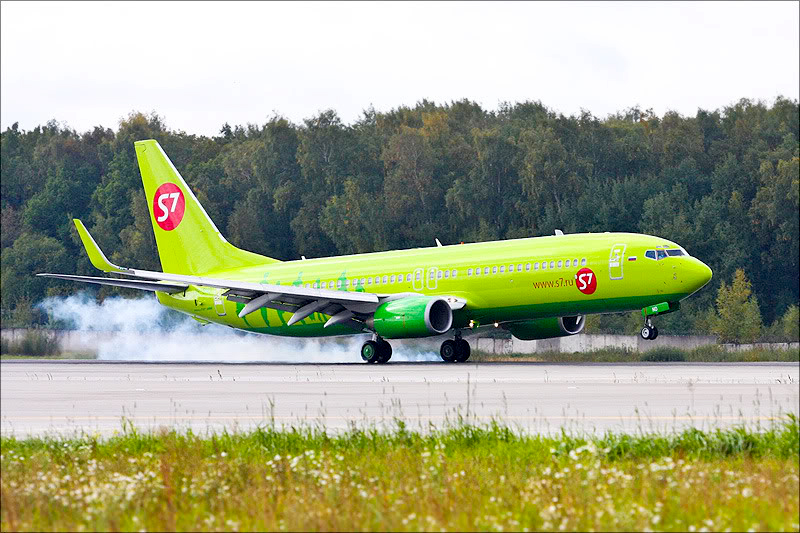
Boeing 737-800
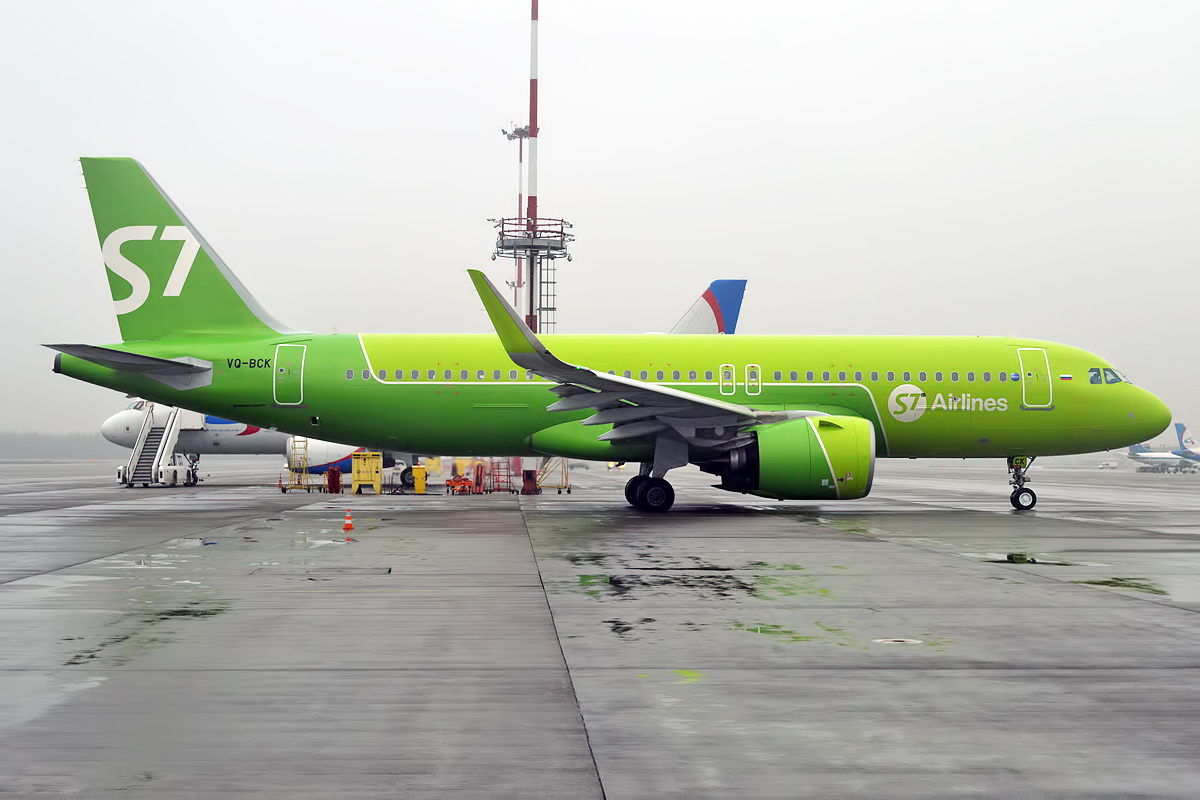
Airbus A320 arborant la nouvelle livrée
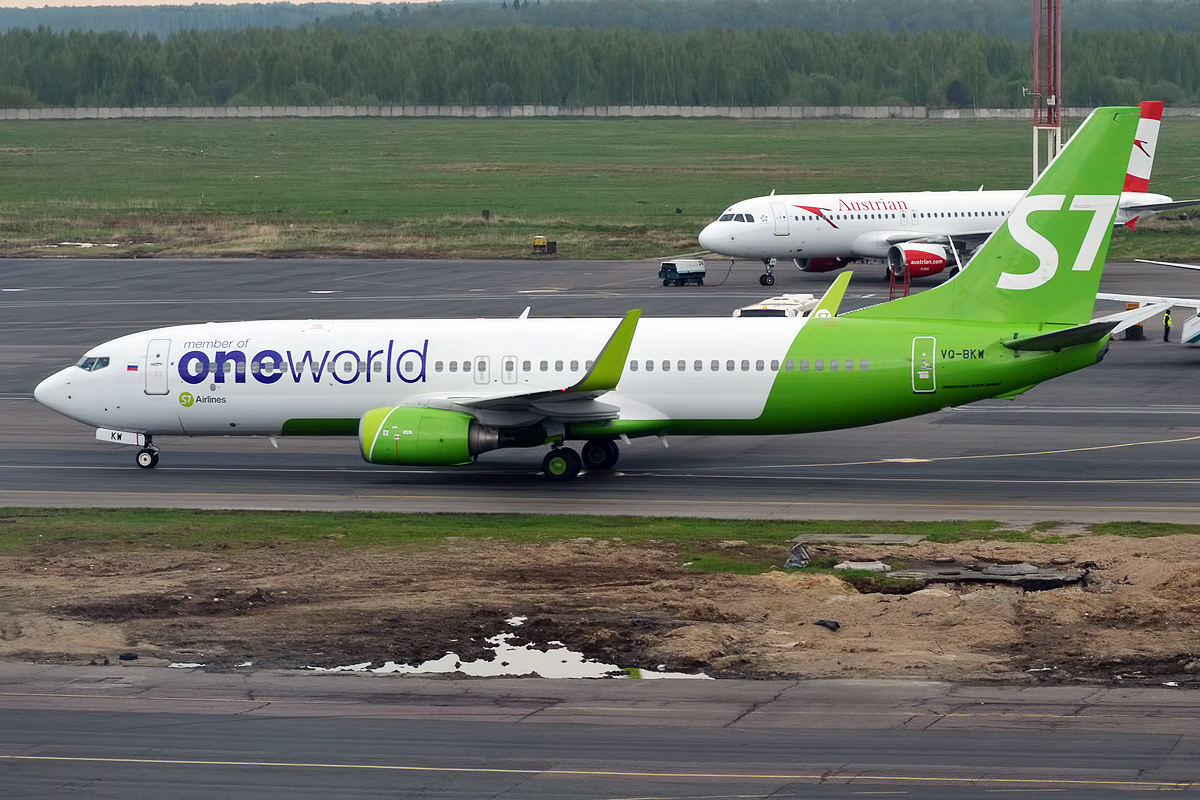
Livrée Oneworld
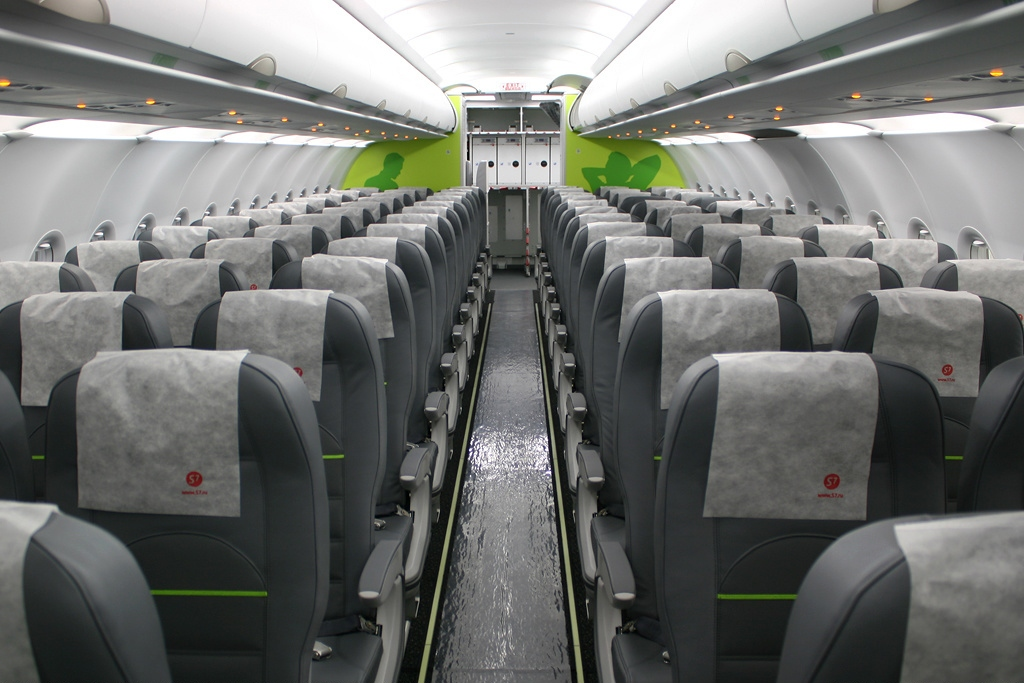
Cabine d'un A320 de S7 Airlines
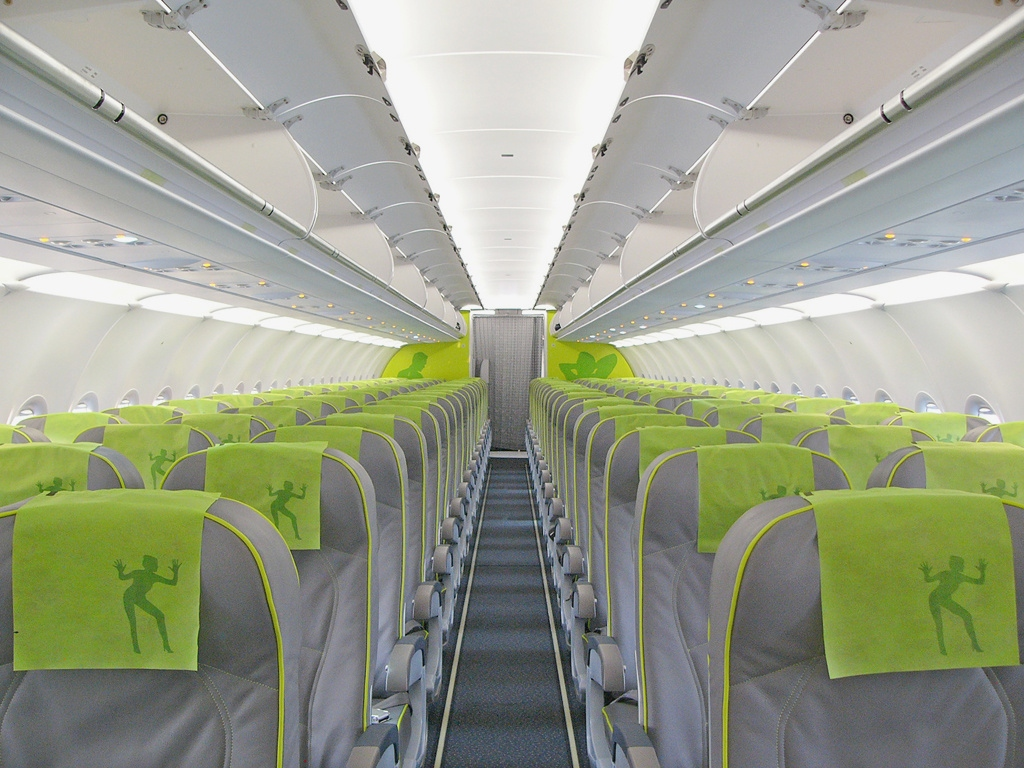
Cabine d'un A320